# Angel Reece
Angel Reece (4 de noviembre de 1983) es una luchadora profesional estadounidense retirada, más conocida por su nombre en el ring como Hailey Hatred. Actualmente trabaja para la promoción de joshi puroresu Japanese Women Pro-Wrestling Project (JWP). Reece también es conocida por su paso como enmascarada en México con el nombre de Dark Unicorn con la empresa Lucha Libre Femenil.

## Carrera

### Circuito Independiente (2002 - 2013)
Reece debutó el 2 de noviembre de 2002 en la promoción Independent Wrestling Association Mid-South bajo el nombre de Hailey Hatred. Realizó algunas apariciones en Heartland Wrestling Association luchando como Bobbi Jablonski, sin embargo poco después volvió a su antiguo nombre. Durante un evento de Totally Lethal Wrestling en Cleveland, Ohio realizado el 6 de junio de 2004, Hatred recibió el TLW World Women's Championship y fue reconocida como la primera campeona por parte del personal de TLW luego de que su rival no se presentó en el evento para luchar. Reece continuó luchando en varias promociones independientes en distintos estados de los Estados Unidos, como en California, Kentucky, Ohio y Pensilvania, siendo lo más sobresaliente su participación en el Torneo Chick Fight III de All Pro Wrestling, donde fue eliminada en semifinales por Mickie Knuckles.
El 18 de noviembre de 2005 durante el evento King of The Death Match de IWA Mid-South, Hailey Hatred ganó el IWA Mid-South Women's Championship tras derrotar a Mickie Knuckles. Sin embargo, en el evento A Need To Bleed 2006 de IWA East Coast realizado el 8 de febrero, Hatred perdió el título ante Mickie Knuckles. Después de perder el campeonato, Hailey Hatred continuó luchando en distintas promociones de lucha libre en todo Estados Unidos, pero no logró realizar nada sobresaliente en ninguna de esas empresas.
El 7 de julio de 2008, la promoción mexicana Lucha Libre Femenil anunció que durante dos semanas se presentaría en Monterrey, Nuevo León la estadounidense Dark Unicorn, nombre asignado por el promotor de LLF Luciano Garcia a Reece para luchar en México, utilizando también una máscara. Su debut con LLF ocurrió el 11 de julio en una Lucha a Dos de Tres Caídas frente a Pink, perdiendo por descalificación en la tercera caída por exceso de rudeza. A la semana siguiente participó por la Copa LLF 2008, la cual ganó tras derrotar a Christie Ricci en la final de un torneo de eliminación de 8 luchadoras. Después de este combate, Angel Reece regresó a Estados Unidos.
En su regreso a suelo norteamericano, Reece luchó en la promoción American Luchacore, derrotando a Nevaeh. El 22 de noviembre de 2008, Hatred junto a Mary Elizabeth luchó por el Shimmer Tag Team Championship en contra de las campeonas Ashley Lane y Nevaeh, pero no consiguieron salir con el título en sus manos. El 15 de mayo de 2009 ganó el AIW World Women's Championship tras derrotar a Sammi Lane, convirtiéndose así en la primera campeona. El 22 de agosto ganó también el WSU Tag Team Title junto a Jessicka Havock, derrotando a las entonces campeonas Alicia y Brooke Carter.
De vuelta a tierras mexicanas, Angel Reece ganó la Copa LLF 2009 y la máscara de La Novia de Jason el 4 de diciembre de 2009. Pero al año siguiente fue derrotada en una Lucha de Máscara vs. Máscara por Angélica el 28 de mayo de 2010, despojándose de su máscara y dando a conocer su nombre en Monterrey.

### Japanese Women Pro-Wrestling Project (2010 - 2013)
Luego de luchar algún tiempo en Estados Unidos sin conseguir nada importante, Angel Reece decide ir a Japón en busca de mejores oportunidades. El 25 de julio de 2010 debutó en la promoción de joshi puroresu NEO Japan Ladies Pro-Wrestling, venciendo a Basara. Ganó el TLW World Women's Tag Team Championship con Kaori Yoneyama derrotando a Cherry Bomb y su compañera Sexy Star. Poco a poco fue ganando muchos campeonatos, hasta que en cierto punto de su carrera logró poseer 6 campeonatos a la vez, tres individuales y tres de parejas. Otro triunfo importante durante el 2011 fue el ganar el J-1 Grand Prix Tournament tras derrotar a Leon. Perdió el JWP Openweight Title contra Tsubasa Kuragaki en el Korakuen Hall.

## En lucha
- Movimientos finales
  - Cattle Mutilation
  - Fisherman Brainbuster
  - Liger Bomb
  - Wrist Clutch exploder
- Movimientos de firma
  - Fisherman Suplex
  - German Suplex
  - Northern Lights Suplex
  - Tilt-a-whirl Backbreaker
  - Vertical Brainbuster
  - Tiger Suplex

## Campeonatos y logros
- Absolute Intense Wrestling
  - AIW World Women's Championship (1 vez)

- Independent Wrestling Association Mid-South
  - IWA Mid-South Women's Championship (1 vez)[3]

- Japanese Women Pro-Wrestling Project
  - IMW Hybrid Fighting Championship (1 vez, actual)
  - JWP Openweight Championship (1 vez)
  - JWP Tag Team Championship (1 vez, actual) - con Kaori Yoneyama
  - J-1 Grand Prix Tournament (2011)

- Lucha Libre Femenil
  - Copa LLF (2008, 2009)[4]

- The Kobe Shimbun Newspaper Corporation
  - Daily Sports Tag Team Championship (1 vez, actual) - con Kaori Yoneyama

- Totally Lethal Wrestling
  - TLW World Women's Championship (1 vez, actual)[2]
  - TLW World Women's Tag Team Championship (1 vez, actual) - con Kaori Yoneyama

- Women Superstars Uncensored
  - WSU Tag Team Championship (1 vez) - con Jessicka Havock

- World Wrestling Coalition
  - WWC Women's Championship (1 vez)

### Luchas de Apuestas
| Apuesta | Ganador      | Perdedor          | Lugar                 | Fecha                  |
| ------- | ------------ | ----------------- | --------------------- | ---------------------- |
| Máscara | Dark Unicorn | La Novia de Jason | Monterrey, Nuevo León | 4 de diciembre de 2009 |
| Máscara | Angélica     | Dark Unicorn      | Monterrey, Nuevo León | 28 de mayo de 2010     |